# Björneborgs vattentorn

Björneborgs vattentorn.

Björneborgs vattentorn är ett vattentorn i den finländska staden Björneborg i landskapet Satakunta. Det ligger vid Björneborgs gamla begravningsplats och är byggt i rödtegel i funktionalistisk stil. Vattentornet är ritat av den finländska arkitekten Bertel Strömmer (1890-1962). Tornet färdigställdes år 1935 och togs i bruk följande år.